# نيلي (أفغانستان)
نيلي : هي مدينة أفغانية تقع في وسط أفغانستان وهي عاصمة ولاية دايكندي. بلغ عدد سكان المدينة 17،946 نسمة.